# 4326 McNally
A 4326 McNally (ideiglenes jelöléssel 1982 HS1) a Naprendszer kisbolygóövében található aszteroida. Edward L. G. Bowell fedezte fel 1982. április 28-án.